# Azizus
Azizus is een geslacht van wantsen uit de familie van de Miridae (Blindwantsen). Het geslacht werd voor het eerst wetenschappelijk beschreven door William Lucas Distant in 1910.

## Soorten
Het genus bevat de volgende soorten:

- Azizus basilicus Distant, 1910
- Azizus oculatus (Poppius, 1914)